# Eiermann (Beruf)

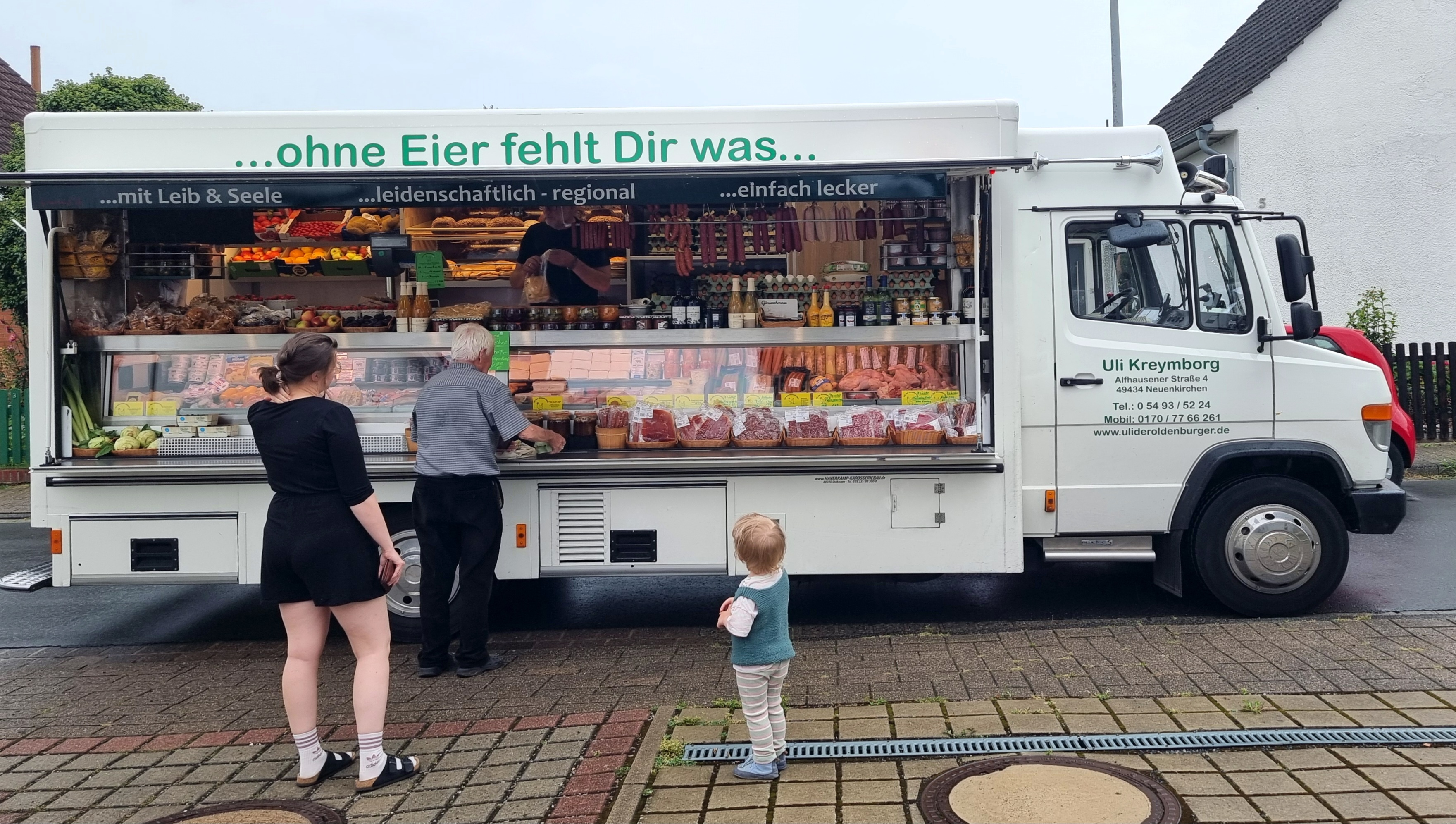
Eiermann mit speziellem Van in Hannover-Bothfeld

Als Eiermann wird in Deutschland ein Lebensmittelhändler bezeichnet, der meistens mit einem Kleintransporter Wohngebiete durchfährt, um dort anzuhalten und meist aus dem Fahrzeug heraus Hühnereier und oft auch weitere Lebensmittel zu verkaufen.
Eiermänner benutzen häufig ein akustisches Signal, das den Anwohnern die Ankunft und den beginnenden Verkauf signalisiert. Dies ist oft eine große Handglocke oder ein Lautsprechersignal, das an einen krähenden Hahn erinnert. Viele Eiermänner verkaufen zusätzlich auch andere Artikel wie beispielsweise Honig, Geflügelfleisch, Kartoffeln oder Milchprodukte.
Mit Der Eiermann schuf das Schlagerduo Klaus und Klaus 1988 ein erfolgreiches Lied, das den Begriff des Eiermanns nachhaltig im deutschen Sprachraum hervorhob.